# Växjö stadsbibliotek

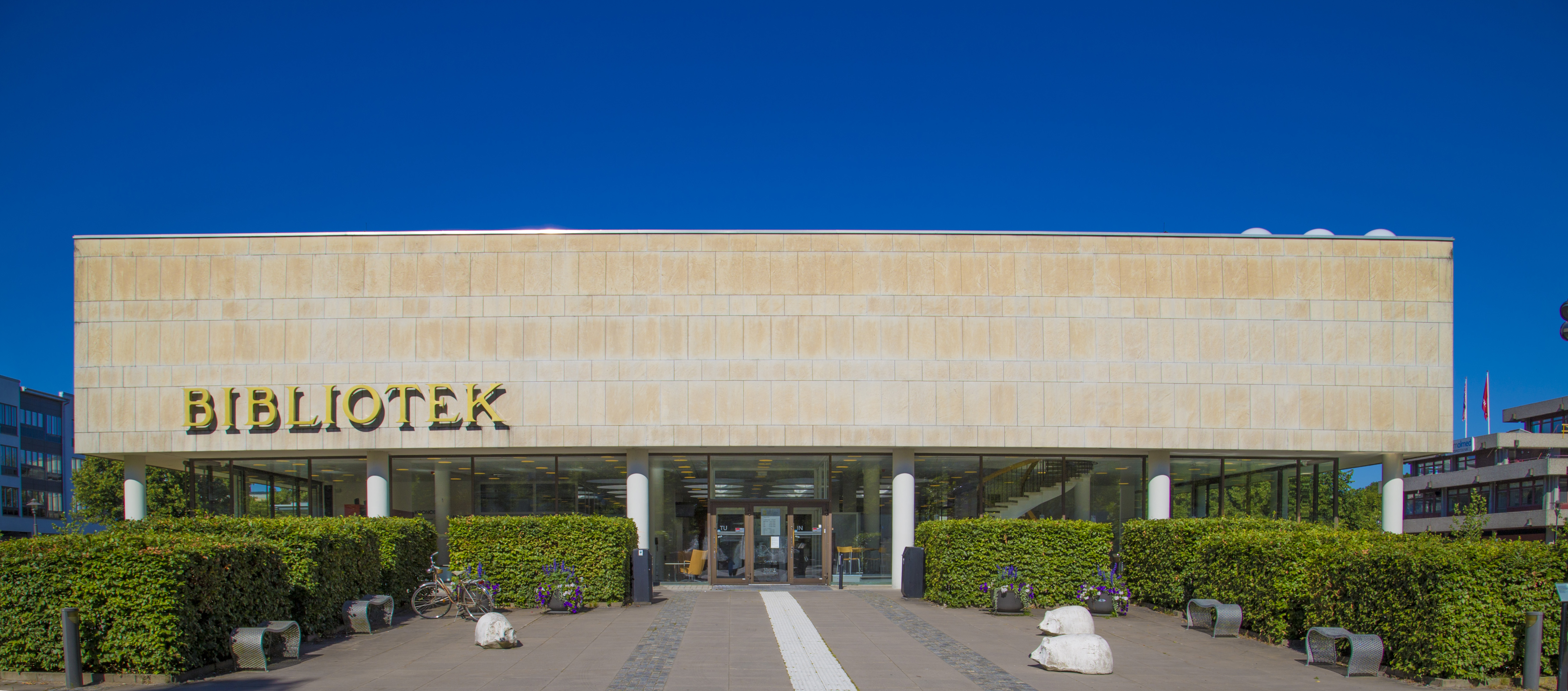
Växjö Stadsbibliotek 2014

Växjö stadsbibliotek är huvudbibliotek för folkbiblioteken i Växjö kommun. Det äldsta inventarieförteckningen från biblioteket härrör från 1666. Den nuvarande huvudbyggnaden invigdes år 1966.

## Historik

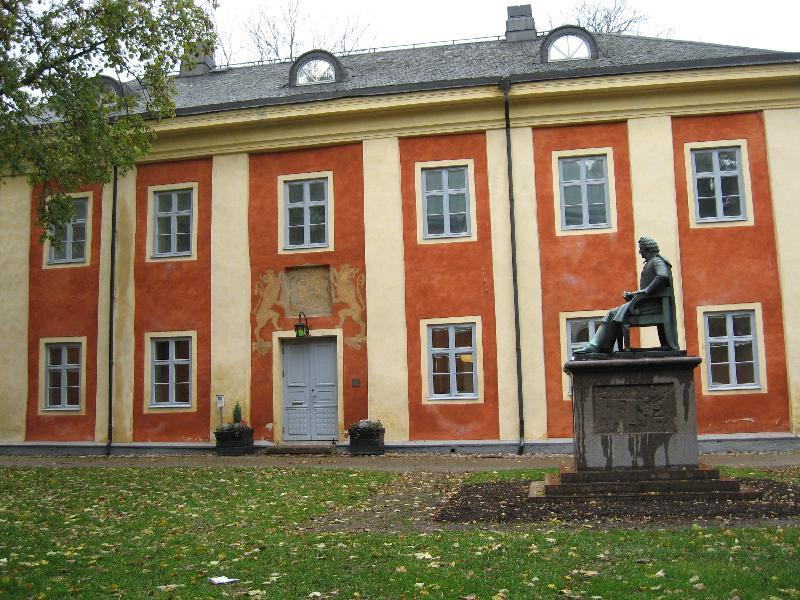
Karolinerhuset i nuvarande gestalt, där Växjö stadsbibliotek var inrymt mellan 1851 och 1966.

Växjö stadsbibliotek är huvudbibliotek för folkbiblioteken i Växjö kommun. Tidigare namn är Landsbiblioteket i Växjö (1975), Växjö stifts- och landsbibliotek (1953), Växjö stifts- och gymnasiebibliotek (1666).
Bibliotekssamlingen har sitt ursprung i flera boksamlingar i Växjö med mycket hög ålder. När Växjö gymnasium bildades 1643 fanns där redan en boksamling, åtminstone en volym i samlingarna hade skänkts till Växjö skola 1612. 1666 sammanfördes gymnasiets boksamling med en i Växjö konsistorium uppställda boksamlingen som byggts upp med gåvor från präster. Samma år gjordes också den äldsta inventarieförteckningen. Boksamlingen bestod då av 62 böcker, varav åtta kedjeböcker (latin Liber catenatus), som borde ha kommit från någon medeltida boksamling i Växjö, antingen franciskanerklostrets eller domkyrkoskolans, samt 42 sångböcker med noter. Vid ett prästmöte i Växjö 1655 hade bestämts att varje nybliven kyrkoherde och varje prästerligt sterbhus skulle skänka en bok till konsistoriets bibliotek. Inflödet var dock ojämnt, och först 1724 stadgades vissa kontanta bidrag till bokinköp för en jämnare tillväxt. 1740 slog dock blixten ned i domkyrkotornet, där boksamlingen förvarades och endast ett tiotal böcker kunde räddas från den efterföljande branden (varav tre eller fyra nu finns kvar). Efter detta gjordes dock kraftiga insatser för att återuppbygga boksamlingarna. 1760 donerades Sven Bælters boksamling om 656 nummer. 1770 erhöll han en donation om 469 nummer ur domprosten Johannes Tillanders boksamling. Andra betydande donationer var det av landshövding Salomon von Otter 1766 och 1776 skänkta Bergkvarabiblioteket samt den samling av von Otterska handskrifter som 1795 skänktes av hovrättsrådet Carsten von Otter och presidenten Arvid Erik Posse. Biskop Olaus Petri Osander donerade 200 pärmbrev, sin isländska boksamling samt flera inkunabler.
Den stora nydanaren av biblioteket blev Olof Wallquist, som grep sig an det försummade biblioteket. Han såg till att bokgåvorna som överlämnats till biblioteket i samband med tillträde av prästämbeten byttes ut om kontanta belopp för bokinköp. Han var ivrig pådrivare för att få donationer. Själv donerade han bland annat Sigfrid Lorentz Persson Gahm digra handskriftssamling Archivum smolandicum om 12 band till biblioteket. Under Wallqvists tid blev biblioteket även en bred samling med inte bara böcker utan även mynt, medaljer, fornfynd, naturalier och kuriosa. Wallquists "konstkammare" kom senare att utgöra grunden för Smålands museum. 1793 omfattade boksamlingen 1.462 nummer. Vid Wallquists död inte mindre än 6.766 volymer. De följande åren minskade tillväxttakten men 1838 hade bokbeståndet ökat till 12.680 volymer. Hit bidrog bland annat i biblioteket från Braheskolan på Visingsö överförts hit. De hade efter skolans nedläggning hamnat i Jönköpings elementarskolas ägo och 637 av 874 volymer på Esias Tegnérs initiativ överförts hit. 1837–1838 mottog man Johan Gustaf Liljegrens samling om 1.050 band, 1847 en samling orientaliska manuskript från Carl Magnus Agrell, Jakob Adlerbeths bibliotek om 1.773 band, 1866 en donation av Johan Forsander om 4.320 arbeten däribland flera tusen disputationer och ett antal handskrifter. Bland andra donationer märks en större samling brev och handlingar från Toftenäsarkivet, skänkt av friherre Napoleon Palmquist 1877–1878, en samling musikalier och tryck och handskrift från 1600- till 1800-talet skänkt av musikdirektör J. Fogelberg, gåvor från Joseph Stephens omfattande flera medeltida codices, en samling reformationstryck från major Allan Kreügers dödsbo, lasarettsläkare Carl Wennbergs donation omfattade över 5.000 band och häradhövding K. Weidenhielms donation av 1900–talslitteratur.
År 1851 flyttade biblioteket med sitt bestånd över till Karolinerhuset strax norr om Växjö domkyrka, och där fanns det kvar ända tills en ny biblioteksbyggnad uppfördes i västra delen av stadscentrum med byggår 1965.
Biblioteket har många gamla samlingar, som ingår i det så kallade Stiftsbiblioteket. Flera av dessa har uppstått genom donationer, varav den största är den Adlerbethska samlingen.

## Byggnaden

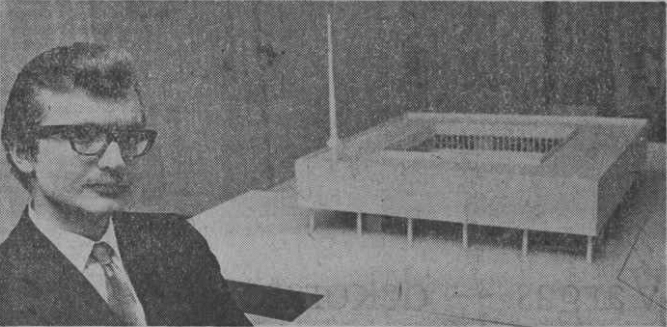
Erik Uluots vid byggnadsmodell, 1964.

Det nuvarande biblioteket ("Fyrkanten") invigdes 1966 och var en skapelse av arkitekten Erik Uluots. Han vann arkitekttävlingen om byggnaden 1953, som 24-årig teknolog, men byggnationen försenades bland annat av ett föregående tomtbyte. Byggnaden kom att bli mycket uppmärksammad för sin blandstil av modernism och klassicism och betraktas även internationellt som ett intressant exempel på biblioteksarkitektur.

## Tillbyggnad

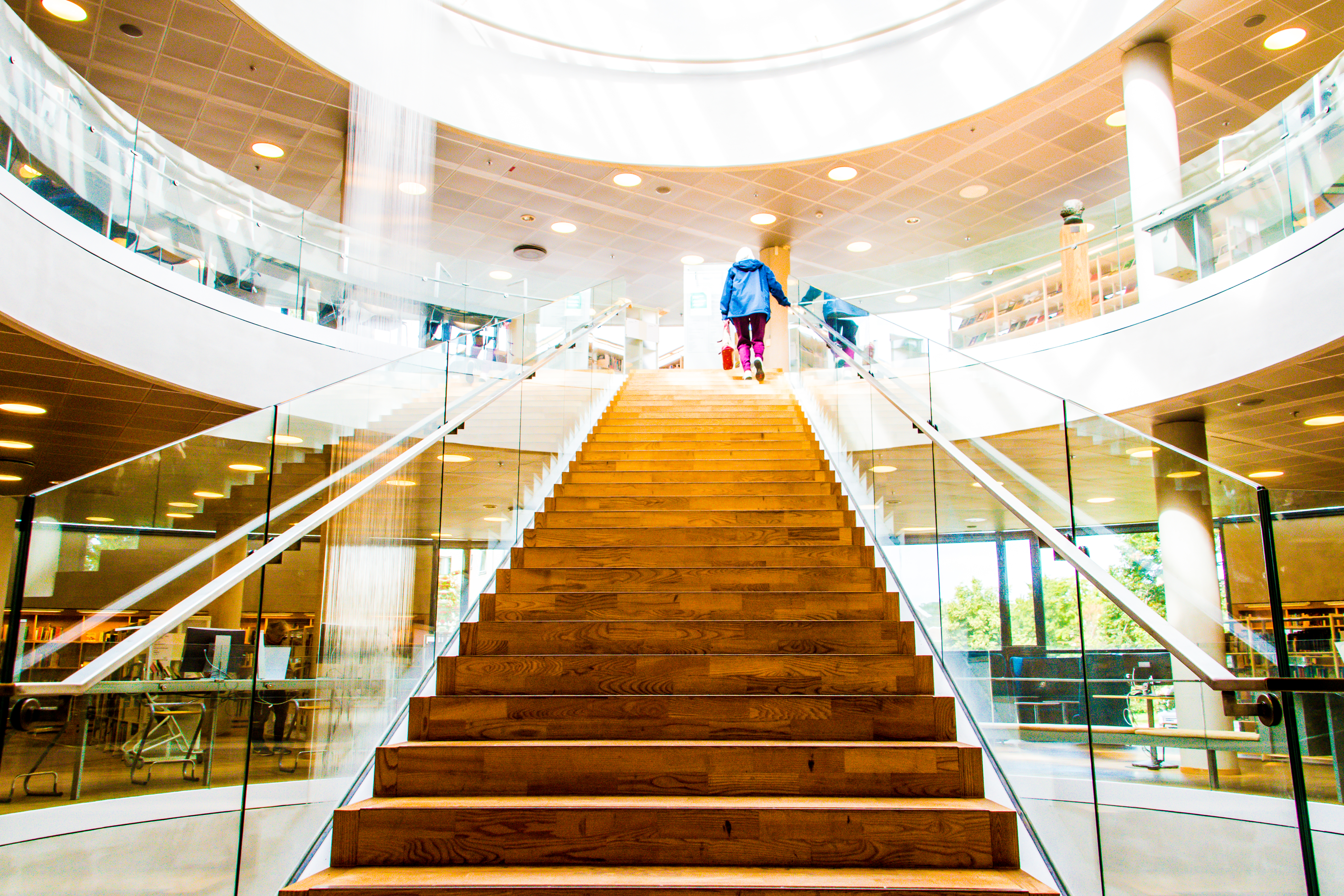
Tillbyggnaden, 2019.

I början av 2000-talet var biblioteket i behov av utökning och en arkitekttävling utlystes. Arkitektbyrån Schmidt Hammer Lassen från Århus i Danmark fick uppdraget att formge tillbyggnaden, som gjordes i cirkelform till den redan befintliga kvadraten och sålunda förlänade biblioteket helt igenom geometriska former. Ombyggnaden startade 2001 och blev klar i juni 2003.  Den totala ytan blev cirka 6 500 kvadratmeter, varav cirka 4 000 är publikt utrymme. Biblioteket nominerades år 2003 till Kasper Salin-priset med motiveringen:
för dess självklara och välfunna svar på en tillbyggnadsfråga, vilket givit ett värdigt tillskott till stadens samling av kulturbyggnader. Det omdanade biblioteket får en serie arkitektoniska kvaliteter av både stadsbildsmässig och inre rumslig art. Tydligt konceptuella ställningstaganden ut i detaljnivån förstärker upplevelsen av en gestaltning som på alla plan är avsiktlig.

## Filialer
Växjö bibliotek består av ett huvudbibliotek och åtta filialer.